# سیاهرگ‌های آویشنکی
سیاهرگ‌های آویشنکی (انگلیسی: Thymic veins) سیاهرگ‌هایی هستند که از تیموس (آویشنگ) می‌آیند و به سیاهرگ بازویی‌سری می‌ریزند. 